# انطباع الفنان
لا ينبغي الخلط بينه وبين الانطباعية في الفن أو التقديم الفني.
انطباع الفنان، أو تفسير الفنان، أو تسليم الفنان هو تمثيل كائن أو مشهد تم إنشاؤه بواسطة فنان، عندما لا يتوفر تمثيل دقيق آخر. يمكن أن يكون صورة أو صوت أو فيديو أو نموذجًا. غالبًا ما يتم إنشاء انطباعات الفنان لتمثيل المفاهيم والأشياء التي لا يمكن رؤيتها بالعين المجردة ؛ التي تكون كبيرة جدًا أو صغيرة جدًا، في الماضي أو في المستقبل أو خيالية أو مجردة بطريقة أخرى. على سبيل المثال، في الهندسة المعمارية ، يتم استخدام انطباعات الفنانين لعرض تصميم المباني المخطط لها، والمناظر الطبيعية المرتبطة بها.  انطباعات الفنانين بارزة بشكل خاص في فن الفضاء. 

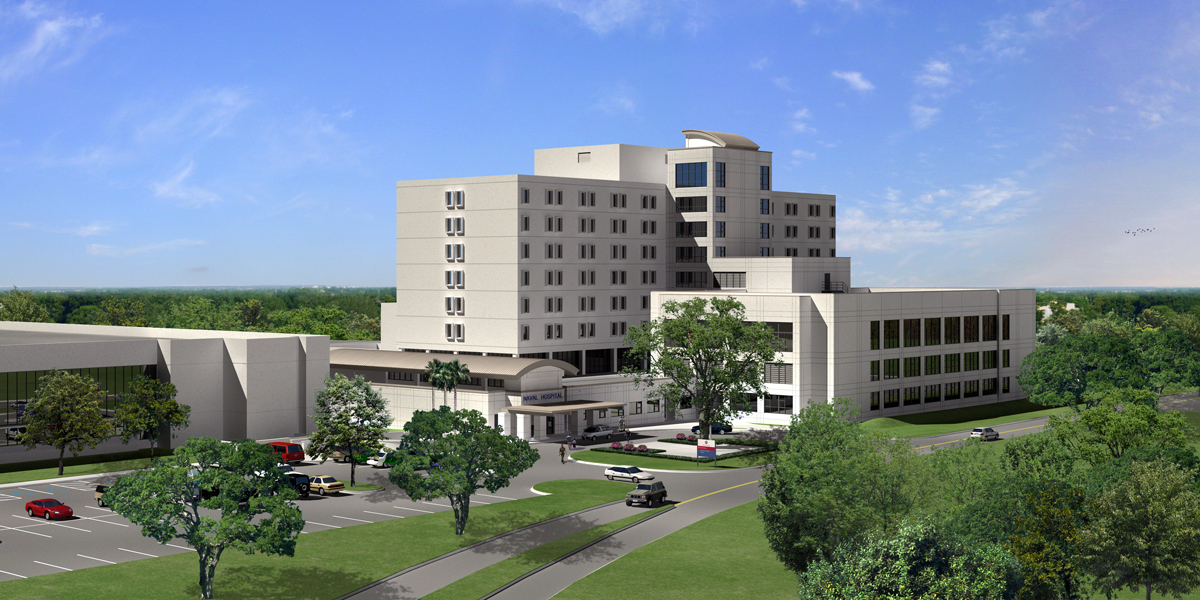
تقديم فنان لمستشفى مخطط له
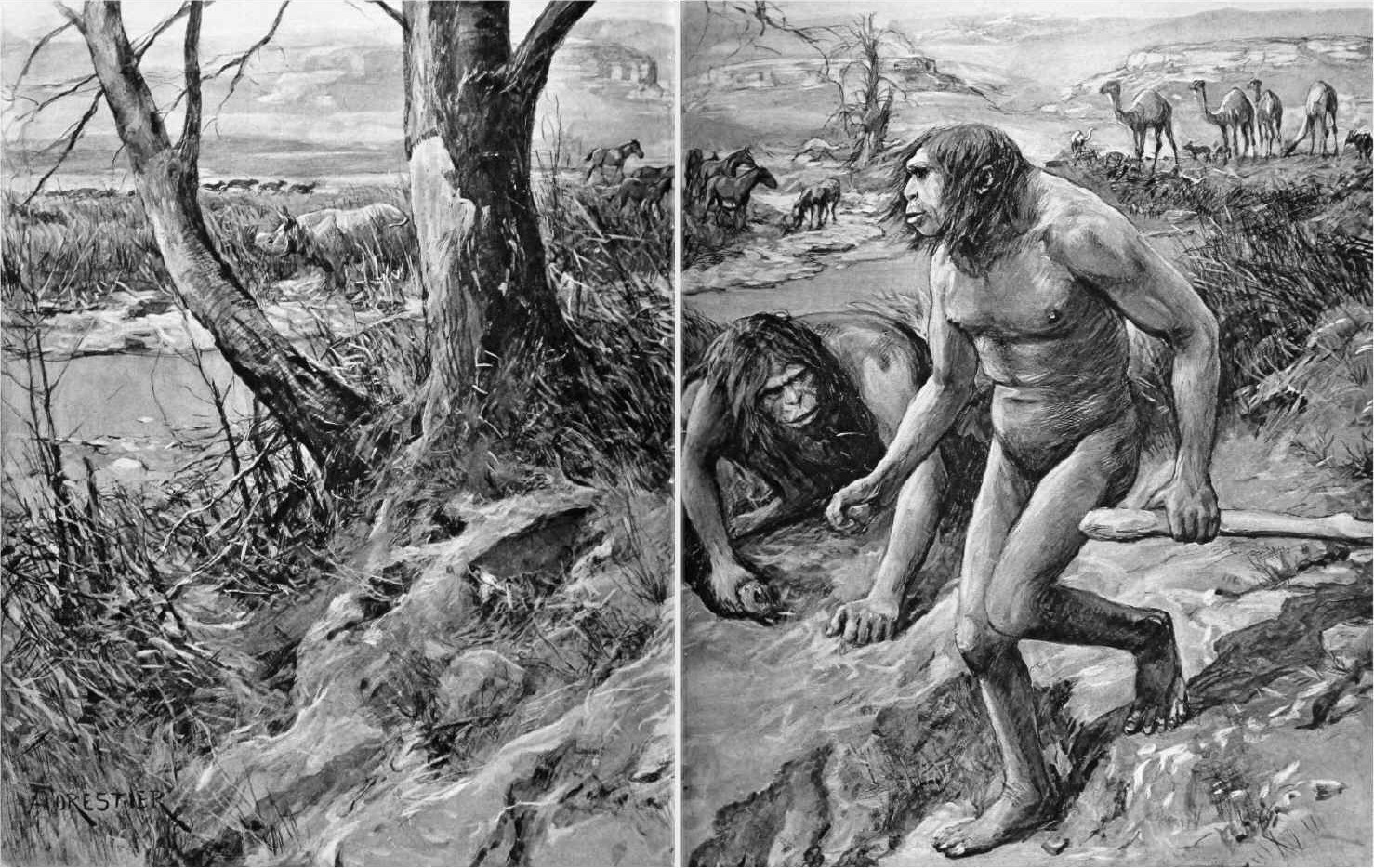
انطباع الفنان عن الإنسان البدائي. يشتهر هذا الرسم التوضيحي لعام 1922 لرجل نبراسكا المفترض بعدم الدقة.
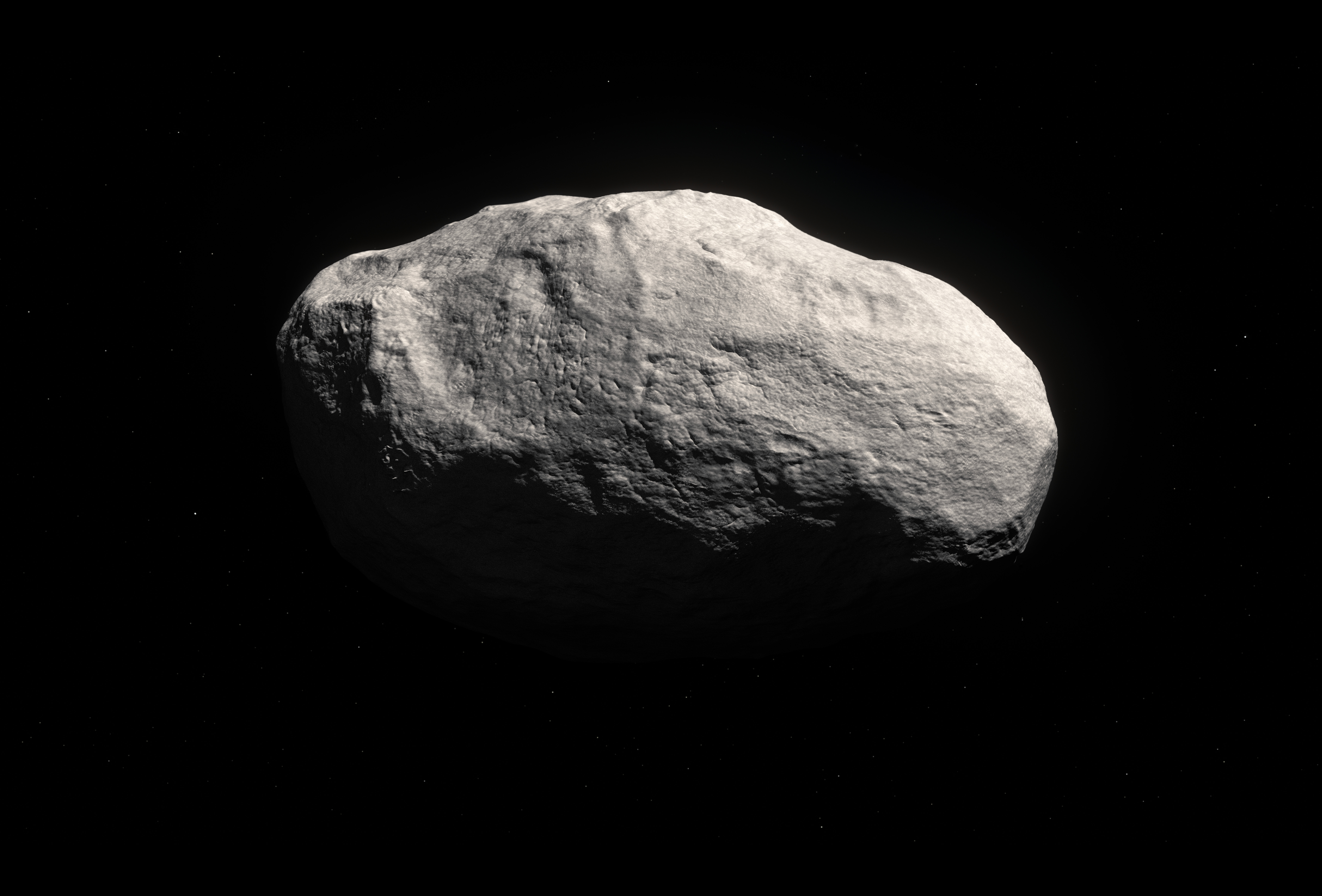
انطباع الفنان عن المذنب الصخري الفريد C / 2014 S3 (PANSTARRS)..
- انطباع فنان عن تصادم نجمتي نيوترون (فيديو)
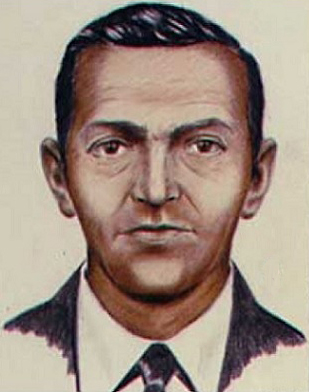
صورة مركّبة للوجه أو مُحَكّمة الوجه لـ D. B. Cooper